# Экваториальная Гвинея на летних Олимпийских играх 1996
Экваториальная Гвинея принимала участие в Летних Олимпийских играх 1996 года в Атланте (США) в четвёртый за свою историю, но не завоевала ни одной медали. Сборную страны представляла одна женщина и четверо мужчин.

## Состав и результаты

### Лёгкая атлетика
Мужчины
Беговые дисциплины
| Спортсмен                                                   | Соревнование     | Предварительный раунд 1 | Предварительный раунд 1 | Предварительный раунд 2 | Предварительный раунд 2 | Полуфинал | Полуфинал | Финал     | Финал     |
| Спортсмен                                                   | Соревнование     | Результат               | Место                   | Результат               | Место                   | Результат | Место     | Результат | Место     |
| ----------------------------------------------------------- | ---------------- | ----------------------- | ----------------------- | ----------------------- | ----------------------- | --------- | --------- | --------- | --------- |
| Бонифаций Эду                                               | 100 м            | 11.87                   | 104                     | Не прошёл               | Не прошёл               | Не прошёл | Не прошёл | Не прошёл | Не прошёл |
| Гас Энвела                                                  | 200 м            | 22.09                   | 75                      | Не прошёл               | Не прошёл               | Не прошёл | Не прошёл | Не прошёл | Не прошёл |
| Казимиро Асуму Нзе                                          | 400 м            | 50.14                   | 56                      | Не прошёл               | Не прошёл               | Не прошёл | Не прошёл | Не прошёл | Не прошёл |
| Понсиано Мбомио Казимиро Асуму Нзе Бонифаций Эду Гас Энвела | Эстафета 4×100 м | 45.63                   | 32                      | н/д                     | н/д                     | Не прошли | Не прошли | Не прошли | Не прошли |

Женщины
Беговые дисциплины
| Спортсмен       | Соревнование | Предварительный раунд 1 | Предварительный раунд 1 | Предварительный раунд 2 | Предварительный раунд 2 | Полуфинал | Полуфинал | Финал     | Финал     |
| Спортсмен       | Соревнование | Результат               | Место                   | Результат               | Место                   | Результат | Место     | Результат | Место     |
| --------------- | ------------ | ----------------------- | ----------------------- | ----------------------- | ----------------------- | --------- | --------- | --------- | --------- |
| Джулиана Обионг | 100 м        | 13.88                   | 55                      | Не прошла               | Не прошла               | Не прошла | Не прошла | Не прошла | Не прошла |